# Amerikanis
Le SS Amerikanis était un paquebot avant de devenir un navire de croisière. Il commença à naviguer pour la société Union-Castle Line.
L’Amerikanis est un paquebot construit en 1951 par le chantiers Harland & Wolff de Belfast pour la compagnie Union-Castle Line. Il est lancé le 21 juin 1951 et mis en service le 16 février 1952 entre Londres et l’Afrique sous le nom de Kenya Castle. En 1967, il est désarmé sur la rivière Blackwater, puis est vendu en juillet 1967 à la compagnie Chandris Line (en) et transformé en navire de croisière au Pirée sous le nom d’Amerikanis. En 1980, il est affrété jusqu’en 1984 par Costa Croisières. En octobre 1996, il est désarmé dans la baie d’Éleusis, puis vendu à la casse et détruit à Alang.

## Historique

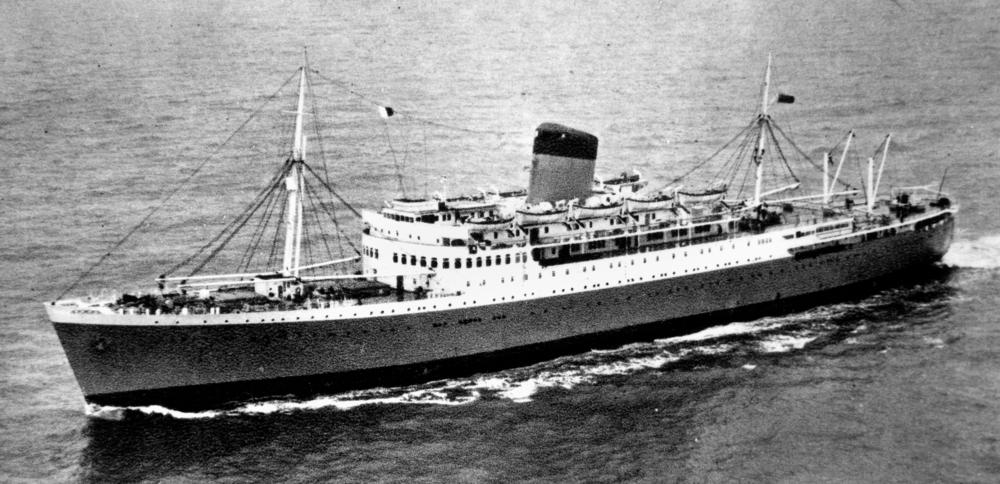
Une vue aérienne du Kenya Castle.

L’Amerikanis est un paquebot construit en 1951 par le chantiers Harland & Wolff de Belfast pour la compagnie Union-Castle Line. Il est lancé le 21 juin 1951 et mis en service le 16 février 1952 entre Londres et l’Afrique sous le nom de Kenya Castle.
En avril 1967, il est désarmé sur la rivière Blackwater, puis est vendu en juillet 1967 à la compagnie Chandris Line (en) qui le renomme Amerikanis et le transforme en navire de croisière au Pirée.
Il est remis en service le 8 août 1968 et effectue un voyage entre Le Pirée et New York, puis effectue des croisières entre New York et les Bermudes.
En 1980, il est affrété pour quatre ans par Costa Croisières puis passe sous pavillon panaméen lorsqu’il retourne à la compagnie Chandris Line (en).

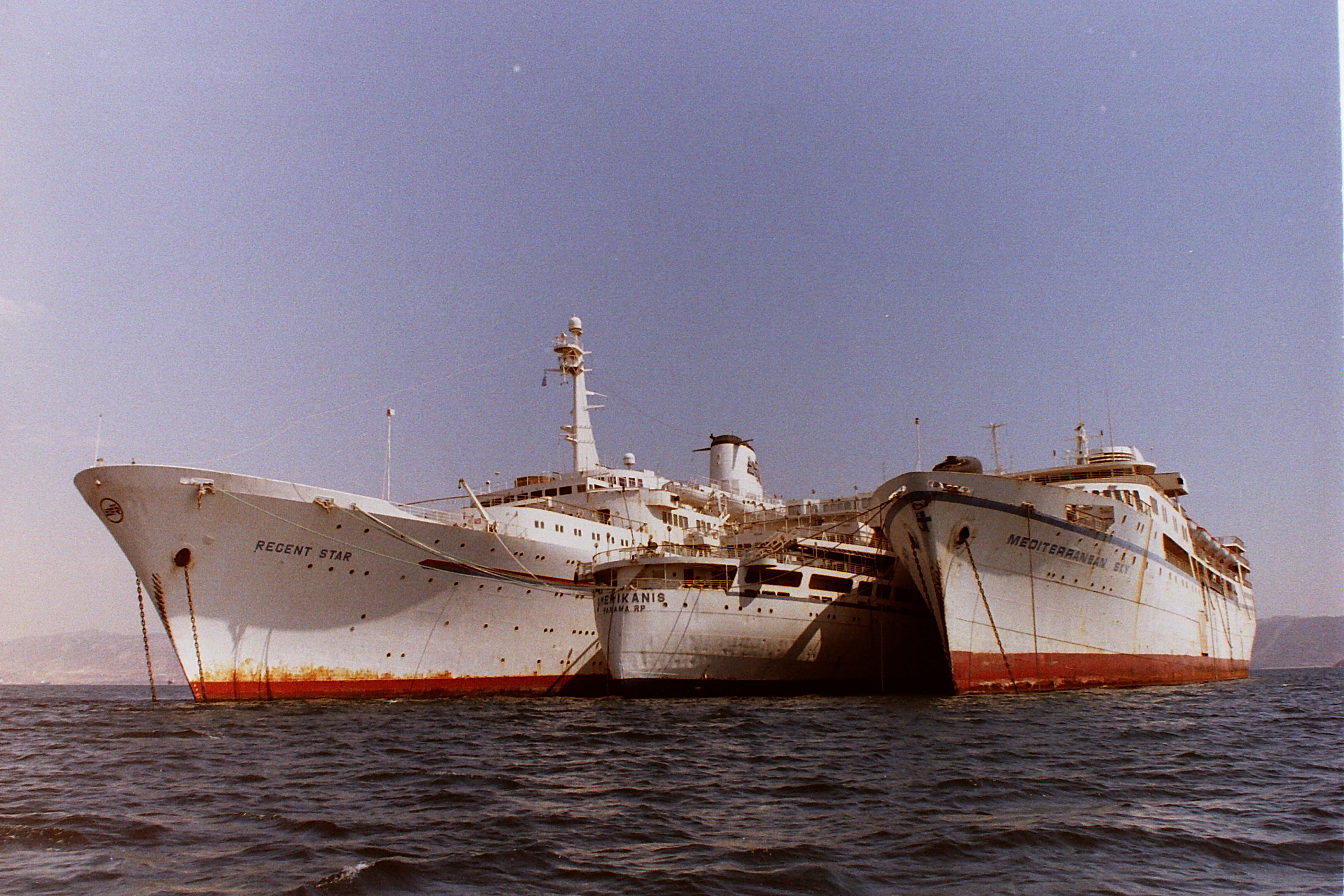
Le Regent Star, l’Amerikanis (au centre) et le Mediterranean Sky désarmé à Eleusis en 2000.

En octobre 1996, il est désarmé dans la baie d’Éleusis, puis vendu à un chantier de démolition navale indien. Il arrive à Alang le 4 juin 2001 et est détruit.

## Navires jumeaux
Il a deux navires jumeaux:
- le Braemar Castle, qui a été détruit en 1966 à Faslane.
- le Rhodesia Castle, qui a été détruit en 1967 à Kaohsiung.